# Моркляник Богдан Васильович
Моркляник Богдан Васильович (нар. 21 травня 1975) — український громадський діяч, вчений і педагог, доктор технічних наук, професор.
Заступник голови Національного агентства із забезпечення якості вищої освіти.

## Біографія
Народився 21 травня 1975 року у смт Міжгір'я Закарпатської області.
Сімейний стан: одружений
Дружина: Моркляник Оксана Ігорівна, 1980 р.н., доцент Національного університету «Львівська політехніка»
Діти: Син – Моркляник Лука, 2009 р.н. –учень  школи "Джерельце".
Освіта:
2015 р. –дисертація за спеціальністю «Геотехнічна і гірнича механіка». Присуджено науковий ступінь доктор технічних наук
2014р. – присвоєно звання доцент
2005 р. –дисертація зі спеціальності «Основи і фундаменти». Присуджено науковий ступінь кандидат технічних наук.
2004 р. – успішно завершено навчання в аспірантурі Національного університету «Львівська політехніка».
1996 - 1998 рр. – навчався за освітньо-кваліфікаційним рівнем «Магістр» в Державному університеті «Львівська політехніка» за спеціальністю «Промислове та цивільне будівництво». Отримано кваліфікацію магістр будівельник з відзнакою.
1992 – 1996 рр. - навчався за освітньо-кваліфікаційним рівнем «Бакалавр» в Державному університеті «Львівська політехніка» за напрямом «Будівництво». Отримано кваліфікацію бакалавр з напряму «Будівництво» з відзнакою.
1982-1992 рр. навчання у Міжгірській СШ, Закарпатська область. Атестат із золотою медаллю.
Досвід роботи:
2018   -  2019 - директор державної організації "Національний офіс інтелектуальної власності".
2016 – дотепер  - професор кафедри опору матеріалів і будівельна механіка Інституту будівництва та інженерії довкілля Національного університету «Львівська політехніка»
2014- 2016 –– доцент кафедри опору матеріалів і будівельна механіка Інституту будівництва та інженерії довкілля Національного університету «Львівська політехніка», керівник наукової тематики «Енергоощадні технології в будівництві».
2008 – 2014 рр. – проректор з науково-педагогічної роботи та соціального розвитку Національного університету «Львівська політехніка».
1998 – 2008 рр. – голова первинної профспілкової організації студентів та аспірантів Національного університету «Львівська політехніка». 2002 – 2005 рр. - голова Колегії студентів і аспірантів (за сумісництвом).
1994-1995 – робота у будівельних загонах 

## Громадська діяльність
Працює над соціальним блоком питань та входить до групи з розробки нової редакції [[Закон України «Про вищу освіту» (2002)|Закону України «Про вищу освіту»]
У 2000 році від студентських організацій Львівщини входить до складу Всеукраїнської студентської ради при Президенті України. ].
Протягом 2000-2005рр. курує створення та сприяє діяльності в Україні представництва організації BEST (BEST - Рада студентів технічних університетів Європи).
Неодноразово обирався делегатом з'їзду ЦК профспілки освіти та науки. Працював у секції вищої школи ЦК профспілки. Обирався та представляв інтереси освіти та студентських колективів на різних погоджувальних комісіях, групах діалогу влади та профспілок. Двічі обирався делегатом на з'їзд профспілок від Львівщини. Як очільник Колегії студентів і аспірантів Б. Моркляник долучився до створення Української Асоціації студентського самоврядування та організував проведення чотирьох асамблей УАСС у Львові та Криму. 
У 2007 та 2008 роках з числа студентів Львівської політехніки організував археологічні експедиції (у м. Єзупіль, с. В. Глибочок, с. Тустань), за що отримав подяку від Інституту українознавства ім. Крип'якевича.
У період з 2011 – 2012 рр. бере участь у проекті «Волонтерська служба приймаючого міста Львова».
2012 – 2014 рр. – голова Великого журі Форуму видавців у Львові.
2016 - 2019 рр. - радник Першого віце-прем'єр-міністра України - Міністра економічного розвитку і торгівлі України
У грудні 2018 року обраний до складу Національного агентства із забезпечення якості вищої освіти (НАЗЯВО). 

## Наукова робота
З 2016 – до теперішнього часу  є професором кафедри опору матеріалів і будівельна механіка Національного університету "Львівська політехніка"
У 2015 р. захистив дисертація за спеціальністю «Геотехнічна і гірнича механіка». Присуджено науковий ступінь доктор технічних наук
У 2005 році закінчив аспірантуру та подав до захисту дисертацію, яку успішно захистив у спеціалізованій Вченій раді за спеціальністю «Основи і фундаменти» (Науково-дослідний інститут будівельних конструкцій, м. Київ).
З 2005 року Б. В. Моркляник працює старшим викладачем, а з 2006 року до 2014 року на посаді доцента кафедри «Мости та будівельна механіка».

## Основні публікації
Є автором більше 50 наукових праць, монографій та посібників.
1. Закономерности изменения тепловой энергии в основании U–образного коллектора теплового насоса / Б. В. Моркляник, В. С. Андреев // Геотехническая механика: Межвед. сб. науч. тр. — Днепропетровск: ИГТМ НАН України, 2011. — Вип. 94. — Бібліогр.: 4 назв. — рос.
2. Експериментальне дослідження під час вдавлювання паль для підсилення фундаментів / Б. Г. Демчина, Я. О. Базилевич, Б. В. Моркляник
3. Вплив колекторів теплових насосів на міцнісні та несучі характеристики основ і фундаментів при знакоперемінних температурах / Б. В. Моркляник, А. С. Фартушний, В. Г. Шаповал // Сучасні ресурсоенергозберігаючі технології гірничого виробництва . — 2013. — Вип. 2. — С. 188—195
4. Основания и фундаменты тепловых насосов / Шаповал, В. Г.; Моркляник, Б. В.
5. Температурные поля в основаниях грунтовых тепловых насосов / Шаповал, В. Г.; Моркляник, Б. В. // Днепропетровск.: «Пороги», 2011
6. Напряженно-деформированное состояние грунтового полупространства, внутри которого приложена осесимметричная распределенная нагрузка: Монография /А. В. Шаповал, Б. В. Моркляник, В. С. Андреев, В. Г. Шаповал, В. И. Кабрель.– Днепропетровск: Пороги, 2011 — 94 с

## Нагороди та відзнаки
- Диплом ІІІ ступеня Міністерства економіки України за досягнення в праці у 2010 році.Почесна грамота Кабінету міністрів України за активну громадську діяльність, сумлінну працю та вагомий особистий внесок у реалізацію державної молодіжної політики у 2009 році.
- Почесний знак Міністерства у справах сім’ї та молоді «За активну громадську роботу» та значний внесок у розбудову студентського руху у 2007 р.
- Почесний диплом на ІІІ і IV виставках-презентаціях «Інноваційні технології навчання» за упровадження у навчально-виховний процес перспективних освітніх технологій у 2006 та 2007 роках у м. Києві.
- Почесна грамота Міністерства України у справах сім’ї, молоді та спорту за вагомий внесок у реалізацію державної молодіжної політики, залучення молоді до суспільно-політичного життя країни, становлення та розвиток громадського молодіжного руху та з нагоди святкування Дня молоді у 2006 році.
- Почесна грамота Міністерства у справах сім’ї та молоді за вагомий внесок у розвиток студентського самоврядування у 2005 році.
- Почесна грамота Міністерства освіти і науки України за багаторічну сумлінну працю, особистий внесок у підготовку висококваліфікованих спеціалістів, плідну науково-педагогічну діяльність 2005 році.
- Нагорода Міністерства освіти і науки України за відмінне навчання та активну участь у суспільно-громадському житті та з нагоди Міжнародного Дня студента у 2003 році.
- Нагородний годинник від Президента України з нагоди 10-ї річниці незалежності у 2002році.
- Почесні грамоти Львівської обласної ради, Голови обласної державної адміністрації, міського голови Львова, Національного університету «Львівська політехніка».